# 吉弗斯

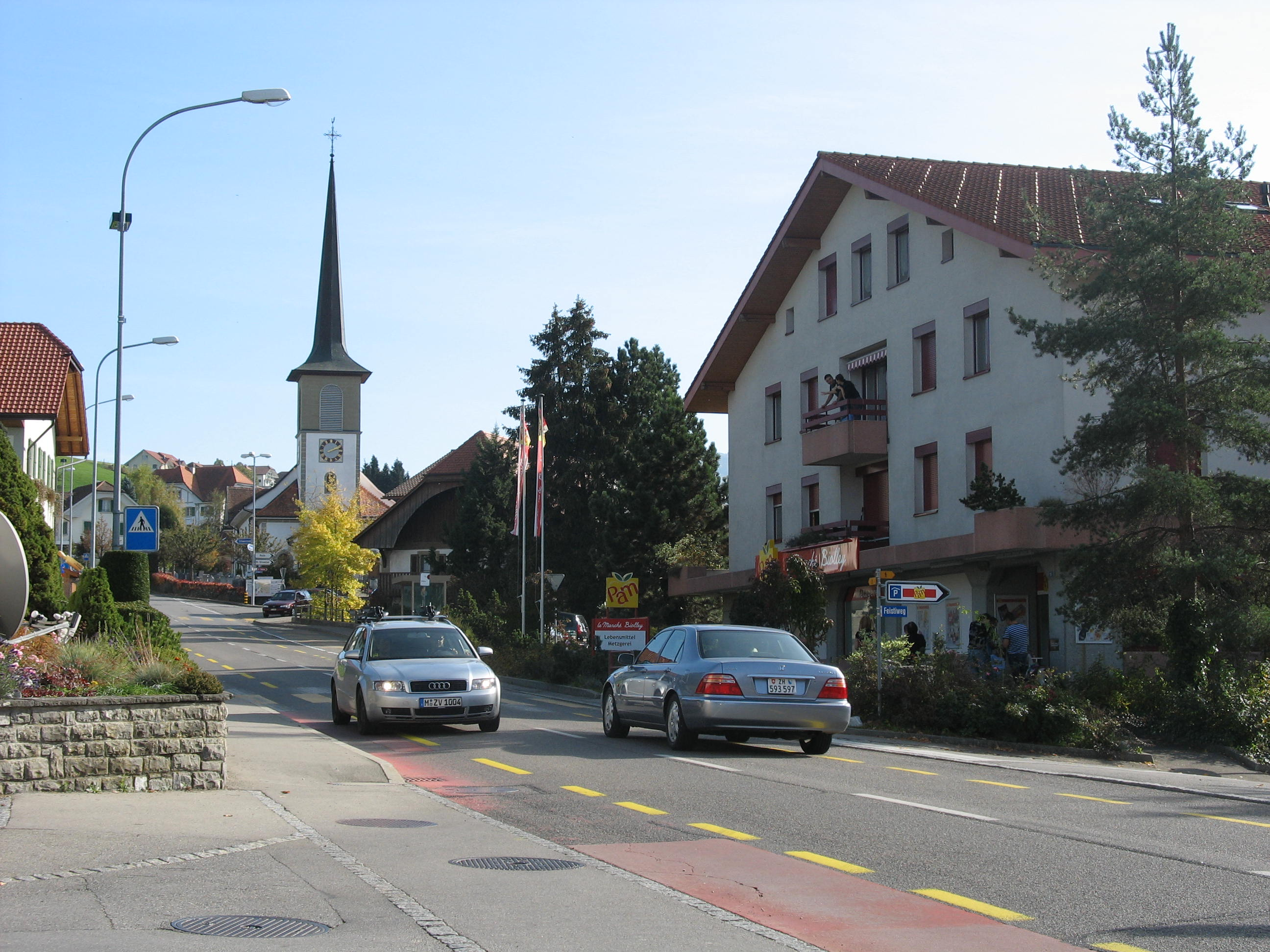

吉弗斯是瑞士的城鎮，位於該國西部，由弗里堡州負責管轄，面積5.21平方公里，海拔高度767米，2011年人口1,410，八成人口信奉羅馬天主教，人口密度每平方公里271人。

## 外部連結
- Official website（页面存档备份，存于） （德文）